# 坂上かつえ
坂上 かつえ（さかがみ かつえ）は、日本の脚本家。

## 来歴・人物
主に2時間サスペンスドラマで活躍している。ジェットコースター的な展開や、緊迫感や怪奇性を持つ作風が特徴。

## 代表作
NHK系
- 凍える牙

日本テレビ系
- 火曜サスペンス劇場
  - 刑事・鬼貫八郎5-18
  - 臨床心理士シリーズ2,5
  - 新・女検事・霞夕子8,9,12,18,21,22,25
  - 冬の駅
  - ジェラシー (主演：室井滋、とよた真帆)
- DRAMA COMPLEX 浅草美女の湯殺人事件！
- 終戦ドラマスペシャル 犬の消えた日

TBS系
- 女タクシードライバーの事件日誌1,6
- 月曜ミステリー劇場「夏樹静子サスペンス　弁護士・朝吹里矢子(4)」

フジテレビ系
- 白と黒
- 金曜プレステージ「夏樹静子サスペンス 弁護士 朝吹里矢子～古都・稚い証言にゆらぐ老舗～」

テレビ朝日系
- 土曜ワイド劇場
  - 土曜ワイド劇場30周年特別企画 刑事殺し
  - 刑事殺し2
  - タクシードライバーの推理日誌23,24
  - 夏樹静子作家生活40周年記念作品「天使が消えていく」
  - 終着駅シリーズ30「殺人の債権」
- 宿命 1969-2010 -ワンス・アポン・ア・タイム・イン・東京-(2010年、朝日放送)
- 相棒シリーズ
  - season14 第11話「共演者」(2016年)
  - season15 第5話「ブルーピカソ」（2016年）

テレビ東京系
- 水曜ミステリー9
  - 警視庁黒豆コンビ2
  - ドクター・ヨシカの犯罪カルテ
  - 松本清張没後20年特別企画・留守宅の事件
- 月曜プレミア8「越境捜査」